# هوباستانك
هوباستانك (بالإنجليزية: Hoobastank)‏ هي فرقة روك أمريكية تأسست في عام 1994 في أغورا هيلز ، كاليفورنيا من قبل دوغ روب، دان إسترين، كريس هيس وماركو لابالاينن.

## وصلات خارجية
- هوباستانك على موقع IMDb (الإنجليزية)
- هوباستانك على موقع ميوزك برينز (الإنجليزية)
- هوباستانك على موقع أول ميوزيك (الإنجليزية)
- هوباستانك على موقع ديسكوغز (الإنجليزية)